# Consejo de Gobierno de Melilla
El Consejo de Gobierno de Melilla es el órgano colegiado de la Ciudad autónoma de Melilla, España, que ejerce las funciones ejecutivas y administrativas que le atribuyen las leyes. Está integrado por el presidente, elegido por la Asamblea, y los consejeros que son nombrados y separados libremente por aquel en número no determinado.
El Estatuto de Autonomía de Melilla, aprobado por Ley orgánica de 13 de marzo de 1995 al amparo del artículo 144, b) de la Constitución, le atribuye las funciones de dirigir la política de la ciudad y las funciones ejecutivas y administrativas en general y las señaladas específicamente en el estatuto o delegadas por el Estado en los términos que el mismo determine y que no sean competencia de la Asamblea. También tiene la potestad reglamentaria en las materias que le son propias y cumple las funciones de Pleno de un Ayuntamiento.
El Presidente es elegido por la Asamblea y responde ante ella, con la moción de censura y la cuestión de confianza. El Consejo cesa por el fallecimiento del Presidente, la dimisión del mismo, su declaración de incapacidad, al prosperar una moción de censura por mayoría absoluta o no obtener la confianza, tras el cumplimiento del periodo para el que fue elegido o con la celebración de elecciones. En todos los casos el Consejo cesante quedará en funciones hasta la elección del nuevo. A diferencia de otras comunidades autónomas, el presidente no tiene la facultad de disolver la Asamblea.

## Composición
En el periodo 2023-2027, el Partido Popular gobierna en solitario gracias a que obtuvo 14 de los 25 diputados de la Asamblea, una mayoría absoluta que hizo posible que Juan José Imbroda volviese a ser investido presidente el pasado 7 de julio de 2023. Este es su equipo de gobierno:
| Partido Político                                                                                      |        | Partido Popular de Melilla              |
| Cargo                                                                                                 | Nombre | Nombre                                  |
| Alcaldía-presidencia                                                                                  |        | Juan José Imbroda Ortiz                 |
| Vicepresidencia primera. Consejería de Economía, Comercio, Innovación, Tecnología, Turismo y Fomento. |        | Miguel Marín Cobos                      |
| Vicepresidencia segunda. Consejería de Medioambiente y Naturaleza.                                    |        | Manuel Ángel Quevedo Mateos             |
| Vicepresidencia tercera. Consejería de Seguridad Ciudadana                                            |        | Daniel Ventura Rizo                     |
| Consejería de Cultura, Patrimonio Cultural y del Mayor                                                |        | Fadela Mohatar Maanan                   |
| Consejería de Hacienda                                                                                |        | Daniel Conesa Mínguez                   |
| Consejería de Presidencia, Administración Pública e Igualdad                                          |        | Marta Victoria Fernández de Castro Ruiz |
| Consejería de Políticas Sociales y Salud Pública                                                      |        | Randa Mohamed El Aoula                  |
| Consejería de Educación, Juventud y Deporte                                                           |        | Miguel Ángel Fernández Bonnemaisón      |